# Don Jean Colombani
Don Jean Colombani (* 16. Februar 1903 in Isolaccio-di-Fiumorbo; † 21. November 1977 in Paris) war ein französischer Kolonialbeamter und Diplomat.

## Leben
Don Jean Colombani stammte aus Korsika und genoss nur eine einfache Schulbildung. Er ging in die damalige französische Kolonie Senegal, in deren Kolonialverwaltung er sich nach oben arbeitete. Er wurde Kreiskommandant von Dakar und Cap Vert und schließlich am 31. Oktober 1955 als Nachfolger von Maxime Jourdain Gouverneur von Senegal. In diesem Amt löste ihn am 10. Februar 1957 Pierre Lami ab.
Im Jahr 1958 fanden Volksabstimmungen über die Verfassung der Fünften Französischen Republik statt. Die einzelnen französischen Überseegebiete würden bei einer Nichtannahme die sofortige Unabhängigkeit von Frankreich erlangen. Im Überseegebiet Niger konnte der dortige Gouverneur Louis Rollet keine entscheidenden Erfolge gegen die Befürworter der Unabhängigkeit um Djibo Bakary und dessen Partei Sawaba vorweisen. Aus diesem Grund veranlasste Jacques Foccart, der Afrika-Berater Charles de Gaulles, die Ablöse Rollets als Gouverneur Nigers durch Don Jean Colombani mit 25. August 1958. Rund ein Monat vor der entscheidenden Abstimmung blieb Colombani nur wenig Zeit, in der er rigide vorging. Er fand eine Verbündete in der oppositionellen Nigrischen Fortschrittspartei unter Hamani Diori und Boubou Hama. Das Verfassungsreferendum in Niger am 28. September 1958 ging – mithilfe einer vom Gouverneur angeleiteten Wahlfälschung – zugunsten Frankreichs aus. Die Sawaba-Partei wurde vollständig entmachtet und die Nigrische Fortschrittspartei übernahm die Regierung.
Frankreich beabsichtigte, dass Niger unter Beibehaltung seiner engen Verbindung zur ehemaligen Kolonialmacht selbständig werden würde. In Vorbereitung der Unabhängigkeit führte Colombani ab 1959 nicht mehr den Titel eines Gouverneurs, sondern den eines Hochkommissars. Eine halbe Stunde vor der Verlesung der Unabhängigkeitserklärung durch Hamani Diori am 3. August 1960 überreichte Colombani diesem sein Beglaubigungsschreiben als außerordentlicher und bevollmächtigter Gesandter Frankreichs in Niger. Zugleich anerkannte ihn Diori als Doyen des diplomatischen Corps in Niger. Ab 30. August 1961 führte Colombani den Titel eines Botschafters. Als er in den Ruhestand ging, wurde er am 3. Oktober 1962 von Paul Fouchet abgelöst.
Colombani blieb in Niger und wurde Mitglied des Verwaltungsrats der Société Nigérienne de Commercialisation de l’Arachide (SONARA). Diese 1962 gegründete Gesellschaft besaß das Monopol auf den Export von Erdnüssen, die von 1965 bis 1970 zwischen 65 und 72 % der Gesamtexporte Nigers ausmachten. Colombani war informell weiterhin ein wichtiger Mittler zwischen Frankreich und Niger und hatte beträchtlichen Einfluss auf die nigrische Regierung unter Staatspräsident Hamani Diori.